# 倉貫一毅
倉貫 一毅（くらぬき かずき、1978年11月10日 - ）は、滋賀県大津市出身の元サッカー選手、サッカー指導者。ポジションはMF。

## 来歴
滋賀県大津市立南郷中学校卒業。中学時代は父である岩谷篤人（のち野洲高校コーチ、現セゾンFC総監督）が当時監督を務めていた地元の強豪クラブ・セゾンFCでプレーし、「『監督の息子やから試合に出てる』と思われたくない」と練習に打ち込んだ。静岡学園高校卒業後、1997年にジュビロ磐田へ入団したが、磐田在籍中の公式戦の出場は無かった。
坂本紘司とは、セゾン、静学、磐田でのチームメイトであり、現在でも親交は厚い。試合後には「紘司には顔では負けるがプレーで勝ちたい」とコメントしている（2007年第2ターム対戦にて）。
出場機会を求め2000年にヴァンフォーレ甲府へ移籍するも、リーグ戦25連敗（引き分け含め）を喫するなど成績は低迷中で、観客動員も伸びず2000年末にはクラブが存続危機に陥いるなど、甲府に移籍してからは苦闘も多かったが、挫けずキャプテンとしてチームを牽引し続け、2005年に見事悲願のJ1昇格を成し遂げた。
2006年4月30日の古巣・磐田戦において福西崇史との接触プレーで左膝前十字靱帯損傷で全治約6か月の重傷を負ったが、同年12月9日の天皇杯5回戦・川崎戦で先発出場し、戦列復帰を果たした。しかしそのシーズンオフに京都サンガF.C.へ移籍。チームを支えるキャプテンの移籍はサポーターの間で物議を醸したが、決して甲府側の待遇に不満を持っていた訳ではなく、家族や将来のことを考えた上で実家に近い京都でのプレーを選んだと本人はコメントを残している。
2007年は京都のJ1昇格に多大な貢献をしたが、翌2008年のJ1での戦いに向けて京都が大幅に戦力を補強したこともあり、出場機会を失った。2008年6月11日付で出場機会を求め、京都との契約を解除し、6月23日にJ2徳島ヴォルティスへの完全移籍が発表。徳島への合流直後から試合に出場し、J2で苦戦が続いていたチームを牽引し続けていた。チームに合流してからの初勝利は2008年9月27日の四国ダービー。
2009年シーズンはキャプテンとして、京都時代以来のJ1昇格に向かって奮闘した。
2012年から、京都へ完全移籍で復帰をはたした。2013年シーズン終了後、契約満了により退団。
2014年、ガイナーレ鳥取へ移籍。2015年1月、契約満了により退団した。
2015年2月、現役引退と、徳島ヴォルティスのホームタウン推進部普及コーチ就任が発表された。
2017年、ユースコーチに就任。2018年8月からユース監督となり、岩谷は「俺を追い越すのは息子かな」と指導者としての後継に期待を持っている。
2021年12月14日、FC琉球のヘッドコーチ就任が発表された。
2022年6月8日、喜名哲裕の解任に伴い、後任が決まるまで暫定的にFC琉球の監督に就任すると発表された。その後、ナチョ・フェルナンデスが新監督に就任するとヘッドコーチとなるが、来季のJ3への降格決定により、同監督が2022年シーズン一杯で退任することを受けて、2023年シーズンから後任の監督に就任することとなった。しかし、開幕10試合で3勝1分6敗と低迷し、5月15日付で監督を解任された。
2023年8月30日、成績不振で解任された星川敬の後任としてY.S.C.C.横浜の監督に就任した。初指揮をした試合は古巣FC琉球との試合だった。2024年12月11日、契約満了に伴い退任。
2024年12月28日、カターレ富山のヘッドコーチに就任。

## 所属クラブ
ユース経歴
- セゾンFC
- 1994年 - 1996年 静岡学園高等学校

プロ経歴
- 1997年 - 1999年 ジュビロ磐田
- 2000年 - 2006年 ヴァンフォーレ甲府
- 2007年 - 2008年6月 京都サンガF.C.
- 2008年6月- 2011年 徳島ヴォルティス
- 2012年 - 2013年 京都サンガF.C.
- 2014年 ガイナーレ鳥取

## 個人成績
| 国内大会個人成績 | 国内大会個人成績 | 国内大会個人成績 | 国内大会個人成績 | 国内大会個人成績 | 国内大会個人成績 | 国内大会個人成績 | 国内大会個人成績 | 国内大会個人成績 | 国内大会個人成績 | 国内大会個人成績 | 国内大会個人成績 |
| 年度             | クラブ           | 背番号           | リーグ           | リーグ戦         | リーグ戦         | リーグ杯         | リーグ杯         | オープン杯       | オープン杯       | 期間通算         | 期間通算         |
| 年度             | クラブ           | 背番号           | リーグ           | 出場             | 得点             | 出場             | 得点             | 出場             | 得点             | 出場             | 得点             |
| 日本             | 日本             | 日本             | 日本             | リーグ戦         | リーグ戦         | リーグ杯         | リーグ杯         | 天皇杯           | 天皇杯           | 期間通算         | 期間通算         |
| ---------------- | ---------------- | ---------------- | ---------------- | ---------------- | ---------------- | ---------------- | ---------------- | ---------------- | ---------------- | ---------------- | ---------------- |
| 1997             | 磐田             | 30               | J                | 0                | 0                | 0                | 0                | 0                | 0                | 0                | 0                |
| 1998             | 磐田             | 30               | J                | 0                | 0                | 0                | 0                | 0                | 0                | 0                | 0                |
| 1999             | 磐田             | 30               | J1               | 0                | 0                | 0                | 0                | 0                | 0                | 0                | 0                |
| 2000             | 甲府             | 20               | J2               | 39               | 3                | 2                | 0                | 4                | 0                | 45               | 3                |
| 2001             | 甲府             | 10               | J2               | 25               | 0                | 1                | 0                | 1                | 0                | 27               | 0                |
| 2002             | 甲府             | 8                | J2               | 44               | 1                | -                | -                | 3                | 0                | 47               | 1                |
| 2003             | 甲府             | 8                | J2               | 44               | 0                | -                | -                | 3                | 0                | 47               | 0                |
| 2004             | 甲府             | 8                | J2               | 41               | 1                | -                | -                | 1                | 0                | 42               | 1                |
| 2005             | 甲府             | 8                | J2               | 43               | 4                | -                | -                | 2                | 0                | 45               | 4                |
| 2006             | 甲府             | 8                | J1               | 10               | 3                | 3                | 0                | 2                | 1                | 15               | 4                |
| 2007             | 京都             | 20               | J2               | 35               | 5                | -                | -                | 0                | 0                | 35               | 5                |
| 2008             | 京都             | 8                | J1               | 0                | 0                | 0                | 0                | -                | -                | 0                | 0                |
| 2008             | 徳島             | 35               | J2               | 21               | 3                | -                | -                | 1                | 0                | 22               | 3                |
| 2009             | 徳島             | 8                | J2               | 49               | 3                | -                | -                | 1                | 1                | 50               | 4                |
| 2010             | 徳島             | 8                | J2               | 33               | 2                | -                | -                | 2                | 0                | 35               | 2                |
| 2011             | 徳島             | 8                | J2               | 34               | 1                | -                | -                | 1                | 0                | 35               | 1                |
| 2012             | 京都             | 18               | J2               | 13               | 0                | -                | -                | 0                | 0                | 13               | 0                |
| 2013             | 京都             | 18               | J2               | 14               | 0                | -                | -                | 2                | 0                | 16               | 0                |
| 2014             | 鳥取             | 8                | J3               | 32               | 0                | -                | -                | 2                | 0                | 34               | 0                |
| 通算             | 日本             | 日本             | J1               | 10               | 3                | 3                | 0                | 2                | 1                | 15               | 4                |
| 通算             | 日本             | 日本             | J2               | 435              | 23               | 3                | 0                | 21               | 1                | 459              | 24               |
| 通算             | 日本             | 日本             | J3               | 32               | 0                | -                | -                | 2                | 0                | 34               | 0                |
| 総通算           | 総通算           | 総通算           | 総通算           | 477              | 26               | 6                | 0                | 25               | 2                | 508              | 28               |

その他の公式戦
- 2005年
  - J1・J2入れ替え戦 2試合1得点
- 2007年
  - J1・J2入れ替え戦 1試合0得点
- 2013年
  - J1昇格プレーオフ 2試合0得点

## 指導歴
- 2015年 - 2021年 徳島ヴォルティス
  - 2015年 - 2016年 ホームタウン推進部普及コーチ
  - 2017年 - 2018年8月 ユース コーチ
  - 2018年8月 - 2021年 ユース 監督
- 2022年 - 2023年5月 FC琉球
  - 2022年 トップチーム ヘッドコーチ 
    - 2022年6月 暫定監督

  - 2023年 - 同年5月 トップチーム 監督
- 2023年8月 - 2024年 Y.S.C.C.横浜 監督
- 2025年 - カターレ富山 ヘッドコーチ

## 監督成績
| 年度 | 所属 | クラブ | リーグ戦 | リーグ戦 | リーグ戦 | リーグ戦 | リーグ戦 | リーグ戦 | カップ戦       | カップ戦   |
| 年度 | 所属 | クラブ | 順位     | 勝点     | 試合     | 勝       | 分       | 敗       | ルヴァンカップ | 天皇杯     |
| ---- | ---- | ------ | -------- | -------- | -------- | -------- | -------- | -------- | -------------- | ---------- |
| 2022 | J2   | 琉球   | -        | 0        | 2        | 0        | 0        | 2        | -              | -          |
| 2023 | J3   | 琉球   | 17位     | 10       | 10       | 3        | 1        | 6        | -              | -          |
| 2023 | J3   | YS横浜 | 12位     | 25       | 14       | 8        | 1        | 5        | -              | -          |
| 2024 | J3   | YS横浜 | 19位     | 32       | 38       | 7        | 11       | 20       | 2回戦敗退      | 県予選敗退 |

- 2022年はJ2第21節(長崎)、22節(岡山)のみの暫定指揮。
- 2023年FC琉球監督時代は、10試合のみの指揮。退任時点での成績。
- 2023年YSCC横浜監督時代は、8月(J3第25節)から指揮。